# Cincinnati Mighty Ducks
Cincinnati Mighty Ducks var ett ishockeylag som spelade i American Hockey League. Det fungerade också som NHL-klubben Anaheim Ducks farmarlag.